# Alotropía

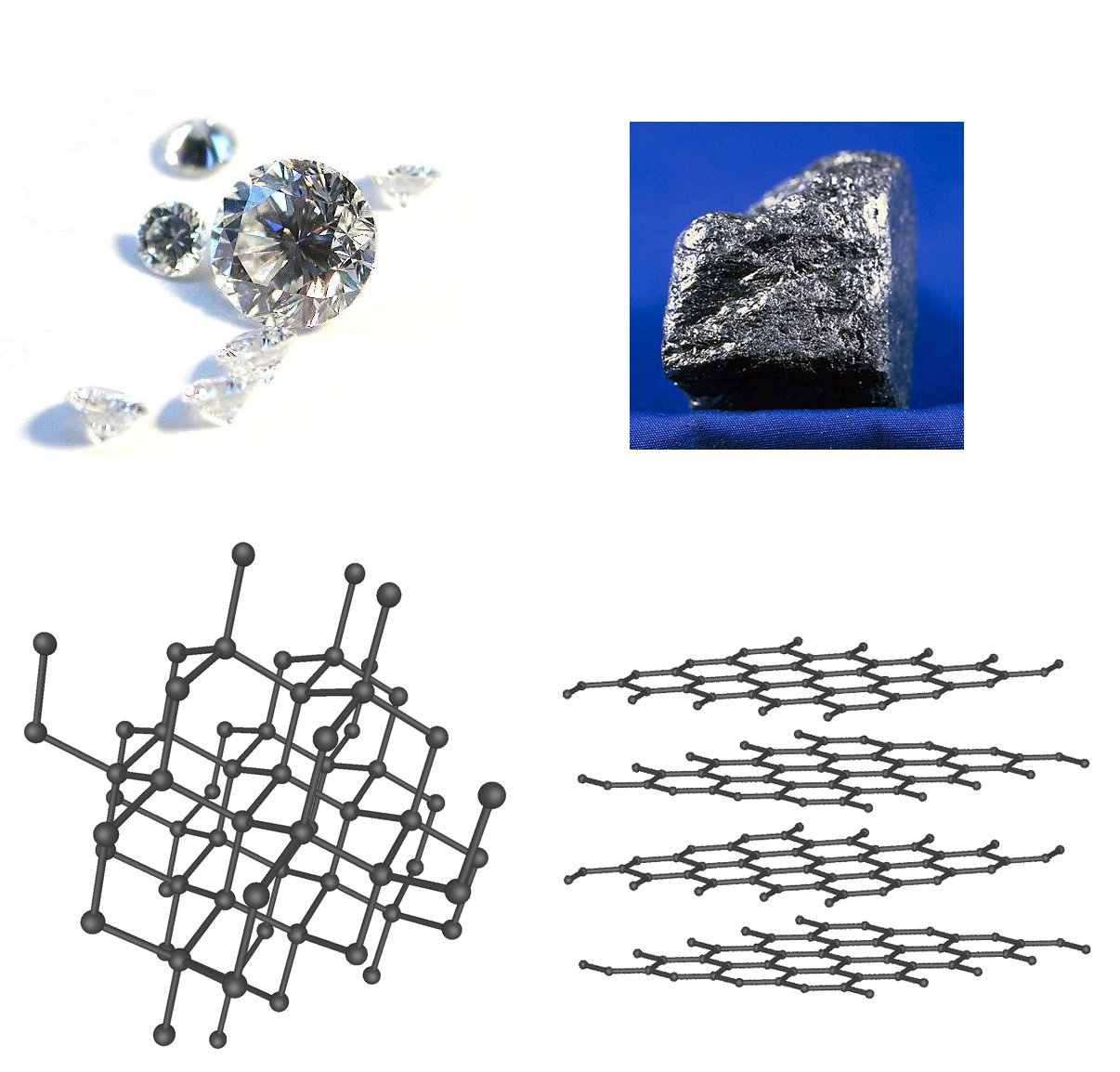
Muestras de diamante (esquina superior izquierda) y grafito (esquina superior derecha) con sus respectivas estructuras moleculares bajo ellas. En la estructura del grafito, cada una de las capas es denominada "grafeno" una versión 2-dimensional del grafito donde los átomos de carbono se encuentran en un los vértices de un arreglo hexagonal. Las capas son de grosor nanométrico.

Alotropía (cambio, giro) es la propiedad de algunas sustancias simples de poseer estructuras atómicas o moleculares diferentes. Las moléculas formadas por un solo elemento y que poseen distinta estructura molecular se llaman alótropos.
- Oxígeno. Puede existir como oxígeno atmosférico (O2) y como ozono (O3), que genera el olor penetrante distintivo en las proximidades de las caídas de agua.[2]
- Fósforo. Se manifiesta como fósforo rojo (P8) y como fósforo blanco (P4), de características físicas distintas.[3] Ambos tienen la misma fórmula química, ya que lo que le da propiedades diferentes es su estructura interna.
- Carbono. Variedades alotrópicas: grafito, diamante, grafeno, nanotubos de carbono, fullereno y carbón.[4]

La alotropía ocurre debido a la capacidad de algunos elementos químicos de presentarse como varios compuestos naturales simples, los cuales son sustancias con diferentes estructuras moleculares y diferente o igual cantidad de átomos. En general los cambios de estado de agregación de la materia o de sus fenómenos concomitantes, como la temperatura o la presión, son uno de los factores más importantes que influyen sobre qué alótropos de un elemento se presentan.
El término alotropía se utiliza sólo para elementos, no para compuestos. El término más general, utilizado para cualquier compuesto, es polimorfismo, aunque su uso suele restringirse a materiales sólidos como los cristales. La alotropía se refiere únicamente a diferentes formas de un elemento dentro de la misma fase física (el estado de la materia, como un sólido, líquido o gas). Las diferencias entre estos estados de la materia no constituirían por sí solas ejemplos de alotropía. Los alótropos de los elementos químicos suelen denominarse polimorfos o fases del elemento.
Para algunos elementos, los alótropos tienen fórmulas moleculares diferentes o estructuras cristalinas diferentes, así como una diferencia en la fase física; por ejemplo, dos alótropos del oxígeno (dioxígeno, O2, y ozono, O3) pueden existir ambos en estado sólido, líquido y gaseoso. Otros elementos no mantienen alótropos distintos en diferentes fases físicas; por ejemplo, el fósforo tiene numerosos alótropos sólidos, que revierten todos a la misma forma P4 cuando se funden al estado líquido.
La variación de las propiedades de los alótropos de un elemento, son causados por las diferencias en las estructuras moleculares de estos compuestos alótropos. Por ejemplo, en los cristales de diamante cada átomo de carbono está unido a cuatro átomos vecinos de este mismo elemento, por lo cual adopta un arreglo en forma de tetraedro que le confiere una particular dureza. La hibridación de orbitales del carbono en el diamante es sp3.
En el grafito, los átomos de carbono están dispuestos en capas superpuestas. En cada capa ocupan los vértices de hexágonos regulares. De este modo, cada átomo está unido a tres de la misma capa con más intensidad y a uno de la capa próxima de manera más débil. En este caso la hibridación del carbono es sp2. Esto explica la blandura y la untuosidad –al tacto– del grafito. La mina de un lápiz forma el trazo porque, al desplazarse sobre el papel, a este se adhiere una delgada capa de grafito.
El diamante y el grafito, por ser dos sustancias simples diferentes, sólidas, constituidas por átomos de carbono, reciben la denominación de variedades alotrópicas del elemento carbono.
Una tercera variedad alotrópica del carbono es el fullereno (C60) o buckminsterfullereno (en honor del arquitecto Richard Buckminster Fuller, por haber construido la cúpula geodésica en la Île Sainte-Hélène, Montreal). Puesto que tiene forma de balón de fútbol, al buckminsterfullereno también se le conoce como bucky ball

## Historia
El concepto de alotropía fue propuesto originalmente en 1840 por el científico sueco barón Jöns Jakob Berzelius (1779-1848). El término se deriva de la palabra griega άλλοτροπἱα (alotropía)|variabilidad, mutabilidad. Tras la aceptación de la Hipótesis de Avogadro en 1860, se comprendió que los elementos podían existir como moléculas poliatómicas, y se reconocieron dos alótropos del oxígeno como O2 y O3. A principios del siglo XX, se reconoció que otros casos como el del carbono se debían a diferencias en la estructura cristalina.

## Diferencias en las propiedades de los alótropos de un elemento
Los alótropos son diferentes formas estructurales de un mismo elemento y pueden presentar propiedades físicas y comportamientos químicos bastante diferentes. El cambio entre formas alotrópicas está provocado por las mismas fuerzas que afectan a otras estructuras, es decir, presión, luz y temperatura. Por lo tanto, la estabilidad de los alótropos concretos depende de condiciones particulares. Por ejemplo, el hierro cambia de una estructura Sistema cristalino cúbico (ferrita) a una estructura  cúbica centrada en la cara (austenita) por encima de 906 °C, y el estaño sufre una modificación conocida como peste del estaño, pasando de una forma  metálica a una forma semiconductora por debajo de 13,2 °C (55,8 °F). Como ejemplo de alótropos con diferente comportamiento químico, el ozono (O3) es un agente oxidante mucho más potente que el dioxígeno (O2).

## Lista de alótropos
No metales y metaloides
| - Carbono - Oxígeno - Nitrógeno | - Fósforo - Azufre - Selenio | - Germanio - Silicio - Arsénico | - Antimonio - Estaño |

Metales
Entre los elementos metálicos de origen natural (hasta U, sin Tc y Pm), 28 están en condiciones de ambiente de presión alotrópicos: Li, Be, Na, Ca, Sr, Ti, Mn, Fe, Co, Y, Zr, Sn, La, Ce, Pr, Nd, (Pm), Sm, Gd, Tb, Dy, Yb, Hf, Tl, Po, Th, Pa, U. Considerando sólo la tecnología pertinente, seis metales son alótropos:
| - Ti (titanio) a 833 ˚C - Fe (hierro) a 912 °C y 1 394 ˚C - Co (cobalto) a 427 ˚C | - Zr (circonio) a 863 ˚C - Sn (estaño) a 13 ˚C - U (uranio) a 668 °C y 776 ˚C |

## Estructuras alotrópicas
Entre las estructuras alotrópicas comunes tenemos las del azufre.
Este no metal tiene un color amarillo,marrón o anaranjado. Es blando, frágil, ligero, desprende un olor característico a huevo podrido al combinarse con hidrógeno y arde con llama de color azul, desprendiendo dióxido de azufre. Es insoluble en agua pero se disuelve en disulfuro de carbono. Es multivalente, y son comunes los estados de oxidación -2, +2, +4 y +6. En todos los estados (sólido, líquido y gaseoso) presenta formas alotrópicas cuyas relaciones no son completamente conocidas. Sus estructuras Alotrópicas comunes son:
- Azufre rómbico:[9] Es conocido de la misma manera como azufre α. Se halla de la transformación estable del elemento químico por debajo de los 95.5 °C (204 °F, el punto de transición), y la mayor parte de las otras formas se revierten a esta modificación si se las deja permanecer por debajo de esta temperatura. El azufre rómbico posee un color amarillo limón, insoluble en agua, levemente soluble en alcohol etílico, éter dietílico y benceno, y es muy soluble en disulfuro de carbono. Posee una densidad de 2.07 g/cm³(1.19 oz/in3), una dureza de 2.5 en la escala de Mohs y la fórmula molecular que presenta es S8.

- Azufre monoclínico: También es llamado azufre prismático o azufre β. Viene siendo la modificación estable del elemento por encima de la temperatura de transición mientras que se encuentra por debajo del punto de fusión.

- Azufre fundido: Se cristaliza en prismas con forma de agujas que son casi incoloras. Posee una densidad de 1.96 g/cm³(1.13 oz/in3), un punto de fusión de 119.0 °C (246.7 °F) y la fórmula molecular que ostenta es S8.

- Azufre plástico: Denominado también azufre gamma. Se produce cuando el azufre fundido en el punto de ebullición normal o cerca de él, es enfriado al estado sólido. Esta forma es amorfa y es sólo parcialmente soluble en disulfuro de carbono.

- Azufre líquido: Posee la propiedad notable de aumentar su viscosidad si sube la temperatura. Su color cambia a negro rojizo oscuro cuando su viscosidad aumenta, y el oscurecimiento del color y la viscosidad logran su máximo a 200 °C (392 °F). Por encima de esta temperatura, el color se aclara y la viscosidad disminuye.

En el punto normal de ebullición del elemento químico (444.60 °C u 832.28 °F) el Azufre gaseoso presenta un color amarillo naranja. Cuando la temperatura aumenta, el color se torna rojo profundo y después se aclara, aproximadamente a 650 °C (202 °F), y adquiere un color amarillo paja.

## Nanoalótropos
En 2017, el concepto de nanoalotropía fue propuesto por el profesor Rafal Klajn, del Departamento de Química Orgánica del Instituto Weizmann de Ciencias. Los nanoalótropos, o alótropos de nanomateriales, son materiales nanoporosos que tienen la misma composición química (por ejemplo, Au), pero difieren en su arquitectura a escala nanométrica (es decir, en una escala de 10 a 100 veces las dimensiones de los átomos individuales). Estos nanoalótropos podrían ayudar a crear dispositivos electrónicos ultrapequeños y encontrar otras aplicaciones industriales. Las diferentes arquitecturas a nanoescala se traducen en diferentes propiedades, como se demostró en la dispersión Raman mejorada en superficie realizada en varios nanoalótropos de oro diferentes. También se creó un método de dos pasos para generar nanoalótropos.